# Polizeisportverein Chemnitz
Der Polizeisportverein Chemnitz (PSV Chemnitz) war ein Sportverein aus Chemnitz. Heute sieht sich der Chemnitzer Polizeisportverein e. V. (CPSV) als dessen Rechtsnachfolger an. Mit über 1600 Mitgliedern ist der CPSV der zweitgrößte Verein der Stadt. In der Vergangenheit existierte der Verein unter verschiedenen Namen, am längsten als SG Dynamo Karl-Marx-Stadt. Heimstätte war das Stadion an der Clausstraße, derzeitige Heimstätte ist der Sportplatz an der Forststraße am Zeisigwald. Heute werden in dem Verein 19 verschiedene Sportarten ausgeübt.

## Geschichte
Der Verein wurde als „PSV Chemnitz“ am 16. August 1920 durch 37 Polizeibedienstete der Stadt Chemnitz gegründet und bestand anfangs aus den Abteilungen Handball und Fußball. Die Vereinsfarben des Polizeisportvereines sind bis heute Grün und Weiß.
Für die Fußballsektion wurde 1932 bis 1934 das Stadion an der Gellertstraße und für die Schwimmsektion 1925 bis 1927 das Polizeibad im Zeisigwald errichtet. Das Schwimmbad verfiel später und wurde von der sowjetischen Armee 1960 zum Tanklager umfunktioniert, das Stadion wurde von der Stadt Chemnitz übernommen.
Ab 1942 spielte der Verein unter dem Namen „SG OrPo Chemnitz“. 1945 wurde dieser mit dem Verbot der Vereine in der Sowjetischen Besatzungszone aufgelöst.
Am 4. Oktober 1948 gründeten Polizeiangehörige den „SV Polizei Chemnitz“. Kurz nach Gründung des Vereines wurde 1949 der Sportverein für alle Personen geöffnet. Am 1. Juli 1949 erfolgte die Umbenennung in „Sportverein Deutsche Volkspolizei Chemnitz“ (SV DVP Chemnitz), 1953 in "SG Dynamo Chemnitz" und kurz darauf, mit der Umbenennung der Stadt von Chemnitz in Karl-Marx-Stadt, in „SG Dynamo Karl-Marx-Stadt“. Mit der politischen Wende 1989/90 zerfiel der Verein.
Durch Polizeibedienstete wurde am 12. Juni 1990 der „Chemnitzer Polizeisportverein“ gegründet.

## Fußball
Überregionale Bekanntheit erreichte der Verein in den 1930er-Jahren durch seine Fußballmannschaft, die 1932 die mitteldeutsche Meisterschaft durch einen 3:2-Sieg über den Dresdner SC gewinnen konnte und in der Endrunde um die deutsche Meisterschaft 1932 erst im Viertelfinale am FC Bayern München scheiterte. Im Jahr 1933 erreichten die Chemnitzer wieder das Finale um die mitteldeutsche Meisterschaft, unterlagen aber dem Dresdner SC mit 1:3. In der anschließenden Endrunde um die deutsche Meisterschaft 1933 schied der PSV nach einer 1:6-Niederlage gegen den FSV Frankfurt bereits in der ersten Runde aus.
Ab 1934 zog der PSV ins neue Stadion an der Planitzstraße, das heutige Stadion an der Gellertstraße. In den Jahren 1935 und 1936 gewannen die Chemnitzer die Meisterschaft in der Gauliga Sachsen. Bei der Endrunde um die deutsche Meisterschaft 1935 schaffte es die Mannschaft bis ins Halbfinale, scheiterte aber im Düsseldorfer Rheinstadion am FC Schalke 04 mit 2:3.
1935 gewann der PSV den sächsischen Pokal. Im Finale konnte sich der Polizei-SV mit 6:1 gegen die Sportfreunde 01 Dresden durchsetzen. Im Tschammerpokal scheiterte der Verein von 1935 bis 1937 regelmäßig im Achtelfinale. Niederlagen gab es gegen den 1. FC Nürnberg sowie zweimal gegen den SV Waldhof Mannheim.
1943 erfolgte der Abstieg aus der Gauliga Sachsen. 1944 gelang der Wiederaufstieg in die Gauliga Chemnitz, die nach drei Spielen der Saison 1944/45 abgebrochen wurde. Als weiterer Höhepunkt der Vereinsgeschichte gilt der 5:2-Sieg gegen Real Madrid im Jahre 1934, bei dem Erwin Helmchen drei Tore erzielte.

### Erfolge
- Mitteldeutscher Meister 1932
- Gaumeister Sachsen 1935, 1936

### Bekannte Spieler
- Gerhard Bäßler
- Erwin Helmchen
- Willi Munkelt
- Heinz Patzig
- Walter Rose
- Alfred Schneider
- Ernst Willimowski, absolvierte vier seiner acht Spiele für die deutsche Nationalmannschaft als Spieler des PSV.

## Handball
Die Feldhandballmannschaft wurde 1928 unter dem Namen Polizei-Turnverein Chemnitz-Gablenz Deutscher Meister nach der Version der Deutschen Turnerschaft. Die Bezeichnung „Polizei-Turnverein“ musste die Handballabteilung auf Drängen der DT aus verbandspolitischen Gründen annehmen.

## Volleyball
Die Volleyballerinnen spielen unter dem Namen CPSV Volleys Chemnitz seit 2001 in der Zweiten Bundesliga Süd.